# Joseph Van Dam
Joseph Van Dam (Willebroek, 2 novembre 1901 – Willebroek, 31 maggio 1986) è stato un ciclista su strada e ciclocrossista belga.

## Carriera
Nel 1924 fu campione nazionale di ciclocross; partecipò al Tour de France 1926, nel quale vinse tre tappe e si classificò al 12º posto, e nello stesso anno fu secondo alla Parigi-Bruxelles. 
Nel 1928 fu inoltre ottavo al Giro delle Fiandre.

## Palmarès

### Strada
- 1926

6a tappa Tour de France
8ª tappa Tour de France
15ª tappa Tour de France

### Ciclocross
- 1924

Campionato nazionale belga di ciclocross

## Piazzamenti

### Grandi Giri
- Tour de France

1926: 12°

### Classiche monumento
- Parigi-Roubaix

1927: 27°
- Giro delle Fiandre

1927: 16°
1928: 8°